# Fray Juan de Jesús
O Servo de Deus Fray Juan de Jesús Hernández y Delgado (Icod de los Vinos, Tenerife, batizado em 20 de dezembro de 1615 - 6 de fevereiro de 1687, San Cristóbal de La Laguna, Tenerife), foi um frade franciscano espanhol e místico.
Nascido em dezembro de 1615, foi batizado no dia 20 do mesmo ano, Juan era um descendente de um rei Guanche com a idade de 10 anos, trabalhou como aprendiz de cooper em Garachico. Mas o abuso sofrido pelo proprietário da empresa, mesmo em uma ocasião foi lançado pelo proprietário do negócio para uma fogueira perder a visão em um olho. Mais tarde, Juan aprende a ler e se mudou para a cidade de Puerto de la Cruz, nesta cidade começa a experimentar fenômenos místicos, incluindo uma levitação que foi visto por muitos moradores da cidade, que estavam atordoados com tal milagre.
Em 1646, tomou o hábito franciscano e mais tarde mudou-se para Convento de San Diego del Monte (agora eremitério), nos arredores da cidade de San Cristóbal de La Laguna. Nesta cidade ele conheceu María de León Bello y Delgado, que era um amigo próximo e deu conselhos espirituais a freira esta muitos. Em 6 de fevereiro de 1687, Fray Juan de Jesús morreu com grande reputação de santidade, tinha 71 anos e tinha sido há muito tempo doente. Atualmente em processo de beatificação.
Recentemente, em 2010, surgiu uma associação com seu nome, com o objetivo de aprofundar o estudo de suas virtudes, seu trabalho e seus prodígios. Por seu turno, em 2015, celebrou o 400º aniversário do seu nascimento.